# Трг Републике Србије (Источно Сарајево)
Трг Републике Србије је највећи градски трг у Источном Сарајеву  и налази се у општини Источно Ново Сарајево. Трг се налази између улица Војводе Радомира Путника, Стефана Немање и Спасовданске улице. Површина поплочаног дијела трга је 11.000 m², док дио са зеленом површином износи 6.000 m², што је укупно 17.000 m². Трг је завршен 2020. године и изграђен је средствима Владе Републике Србије.

## Историја
У првим послијератним годинама постојала је идеја да се центар новоформиране општине Српско Ново Сарајево (данас Источно Ново Сарајево) смјести на полигону бивше југословенске касарне "Слободан Принцип Сељо". На дијелу полигона је покренута градња спортске дворане, која се урушила због снијежних падавина 2012. године, а даљи радови су обустављени све до 2019. године из финансијских разлога. Идеја је била да се простор између будуће дворане и културно-образовних институција (Матична библиотека, Kултурни центар, Средњошколски центри) претвори у градски центар у виду трга. 

## Назив
Назив трга додијелиле су општинске власти у току његове изградње, у знак захвалности Републици Србији за донацију од 1.000.000 EUR, односно 1.958.000 КМ , која је у потпуности финансирала изградњу трга и за подршку коју српски народ добија од матичне државе. Из истог разлога, градска болница је понијела назив по Републици Србији приликом отварања новоизграђеног комплекса 2018. године. У Граду Источно Сарајево постоји још и основна школа која носи назив "Србија" и налази се у општини Пале.

## Локација
Трг је смјештен у средишту Општине Источно Ново Сарајево. Са јужне стране доминира спортска дворана, отворена у децембру 2020. године. Зелена површина са уређеним пјешачким стазама и клупама раздваја трг од Улице Војводе Радомира Путника са западне стране. Сјеверно од трга налазе се следеће институције: Матична библиотека, Kултурни центар, Народно позориште, Средњошколски центар "Источна Илиџа", Средња школа „28. јуни”. Поменуте институције налазе се у Улици Стефана Немање. Источно од трга направљен је највећи паркинг у овом дијелу Српске површине 6.600 m² са 350 паркинг мјеста . На простору зелене површине између трга и паркинга, предвиђена је градња Саборног храма Христа Спаситеља.

## Отварање
Трг је свечано отворен 15. октобра 2020. године  уз присуство високих званичника Српске и Србије. Отварању су присуствовали српски члан Предсједништва БиХ Милорад Додик, министар одбране Србије Александар Вулин и начелник Источног Новог Сарајева Љубиша Ћосић.